# Kalmar FF
Der Kalmar Fotbollsförening, in der Regel abgekürzt als Kalmar FF oder KFF ist ein Fußballverein aus Kalmar im Südosten Schwedens. Größter Erfolg des Klubs war der Gewinn der schwedischen Meisterschaft 2008. Zudem konnte die Mannschaft dreimal den Svenska Cupen gewinnen und trat mehrmals als Teilnehmer im Europapokal in Erscheinung. Bis 2024 spielte der Verein in der ersten schwedischen Liga. In der Saison 2024 landete der Klub auf einem Abstiegsplatz und spielt ab 2025 in der zweiten schwedischen Liga.

## Geschichte

### Anfangsjahre (1910–1927)
Der Verein wurde 1910 unter dem Namen IF Göta gegründet. Da es jedoch bereits weitere Vereine dieses Namens gab, änderte der Klub 1912 nach dem Beitritt zum Riksidrottsförbundet in IF Gothia. Als 1918 in Kalmar der Sportplatz Fredriksskans eingeweiht wurde, kamen alle örtlichen Klubs zu einer Konferenz zusammen. Dort wurde die Idee eines Zusammenschlusses zwischen IF Gothia und dem lokalen Vertreter des Idrottsföreningen Kamraterna beschlossen, so dass aus den Klubs der Verein Kalmar Idrottssällskap entstand, der sich 1927 in Kalmar FF umbenannte.

### Zwischen zweiter und dritter Liga (1927–1949)
1927 stieg Kalmar FF in die zweitklassige Division 2 Sydsvenska auf. Der Durchmarsch in die Allsvenskan wurde im folgenden Jahr als Tabellenzweiter hinter IFK Malmö nur knapp verpasst. Die Mannschaft konnte in den folgenden Jahren nicht an diesen Erfolg anknüpfen und stieg 1931 zusammen mit dem Lokalrivalen Kalmar AIK in die Drittklassigkeit ab, beide Mannschaften schafften jedoch die sofortige Rückkehr. Nach zwei Jahren im hinteren Mittelfeld stand 1935 der abermalige Gang in die Drittklassigkeit an.
Dieses Mal verpasste Kalmar FF den direkten Wiederaufstieg. 1937 wurde mit einem Punkt Rückstand auf IFK Värnamo der Staffelsieg verpasst und in den folgenden Jahren setzte sich der Klub im vorderen Mittelfeld seiner Drittligastaffel fest. 1943 gelang der Staffelsieg und nachdem man sich in den Aufstiegsspielen gegen Högadals IS durchsetzte auch der Wiederaufstieg in die zweite Liga.
Im ersten Jahr nach dem Aufstieg kämpfte Kalmar FF gegen den Abstieg und konnte die beiden Absteiger Olofströms IF und BK Landora hinter sich verweisen. Ab der folgenden Spielzeit setzte sich die Mannschaft jedoch im vorderen Tabellenbereich fest, ohne zunächst in das Aufstiegsrennen eingreifen zu können. Nachdem 1947 die zweite Liga von vier auf zwei Staffeln konzentriert worden war, gelang dem Klub zwei Jahre später die Meisterschaft in der Südstaffel der zweiten Liga und damit der erstmalige Aufstieg in die Allsvenskan.

### Erste Jahre in der Allsvenskan (1949–1955)
Nachdem Kalmar FF am 31. Juli 1949 bei der 0:2-Niederlage gegen Degerfors IF in der schwedischen Eliteserie debütiert hatte, stellte man am 4. September des Jahres beim Heimspiel gegen Malmö FF mit 15.093 Zuschauern einen Rekord im Fredriksskans auf. Am Saisonende gelang dem Klub als Tabellenneunter der Klassenerhalt. Im zweiten Jahr der Erstligazugehörigkeit schaffte die Mannschaft nur zwei Saisonsiege und mit nur zehn Punkten musste der Klub aus der Allsvenskan absteigen.
1953 wurde Kalmar FF erneut Staffelsieger im Süden und kehrte damit in die erste Liga zurück. Wieder reichte der Mannschaft aus Småland ein neunter Tabellenrang zum Verbleib im schwedischen Oberhaus, jedoch wurde abermals im zweiten Jahr der Klassenerhalt verpasst.

### Jahre in der zweiten Liga (1955–1975)
Der direkte Wiederaufstieg wurde als Vizemeister hinter IFK Malmö verpasst und in den folgenden Spielzeiten fand sich Kalmar FF im Abstiegskampf wieder. Teilweise wurde der Gang in die Drittklassigkeit nur durch das bessere Torverhältnis verhindert. Ende der 1960er gelang wieder Plätze im vorderen Mittelfeld der Tabelle ohne über einen dritten Platz 1969 hinauszukommen.
Nach weiteren Plätzen im Niemandsland der Tabelle erreichte die Mannschaft 1973 erneut den dritten Rang und verpasste ein Jahr später mit einem Punkt Rückstand auf Örgryte IS nur knapp den Staffelsieg. In der Spielzeit 1975 gewann KFF 21 der 26 Saisonspiele und schaffte somit als Tabellenerster im Süden nach zwanzig Jahren Zweitklassigkeit die Rückkehr in die Allsvenskan.

### Allsvenskan und erste Titel (1976–1985)
Die erste Spielzeit nach dem Wiederaufstieg verlief für Kalmar FF durchwachsen. Zwar gelang letztendlich ein sechster Tabellenplatz und damit ungefährdet der Klassenerhalt, jedoch gab es auch herbe Rückschläge, wie das 2:9-Debakel gegen IFK Sundsvall im hundertsten Erstligaspiel des Klubs. In der Spielzeit 1977 wusste die Mannschaft zu überraschen und erspielte sich den dritten Tabellenplatz punktgleich mit Vizemeister IF Elfsborg. Im folgenden Jahr zog die Mannschaft erstmals ins Finale des Svenska Cupen ein, verpasste jedoch durch eine 0:2-Niederlage gegen Meister Malmö FF den Pokalsieg. Als unterlegener Pokalfinalist zog die Mannschaft erstmals in den Europapokal ein, im Europapokal der Pokalsieger 1978/79 scheiterte die Mannschaft jedoch in der ersten Runde am ungarischen Vertreter Ferencváros Budapest.
In den folgenden Spielzeiten etablierte sich Kalmar FF im Mittelfeld der ersten Liga. Im Sommer 1981 konnte der Klub seinen ersten Titel feiern, als im Finale des Svenska Cupen IF Elfsborg mit 4:0 besiegt werden konnte. In der Liga wurde nur ein Relegationsplatz belegt, IFK Eskilstuna konnte durch einen 2:0-Erfolg und ein 2:2-Unentschieden besiegt werden. Im folgenden Jahr sprang erneut nur ein Relegationsplatz heraus, der Klub scheiterte dieses Mal in der Relegation an Gefle IF und musste in die Zweitklassigkeit absteigen.
Kalmar FF sicherte sich als Staffelsieger einen Platz in der Relegation. Nach einer 0:1-Auftaktniederlage gegen Djurgårdens IF reichte ein 3:1-Erfolg im Rückspiel zum direkten Wiederaufstieg ins schwedische Oberhaus. Als Tabellensiebter in der Spielzeit 1984 zog die Mannschaft in die Meisterschaftsendrunde ein, scheiterte jedoch bereits zum Auftakt an Hammarby IF. Im folgenden Jahr gelang die Vizemeisterschaft in der regulären Spielzeit, in der Endrunde bedeuten zwei Niederlagen gegen Örgryte IS in der ersten Runde erneut das frühe Ausscheiden.

### Absturz und Rückkehr (1986–2003)

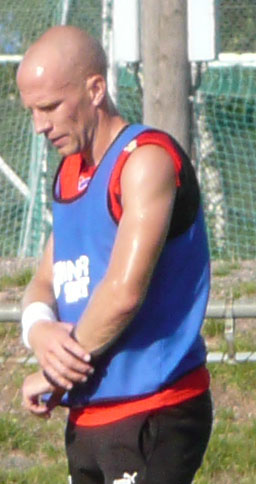
Henrik Rydström durchlebt seit 1993 Höhen und Tiefen des Klubs

Die Mannschaft konnte nicht an die Erfolge anknüpfen und musste 1986 als Tabellenvorletzter die erste Liga verlassen. Als Zweitligist wusste man im Pokal zu überraschen und durch einen 2:0-Finalsieg über GAIS gelang der zweite Triumph der Vereinsgeschichte. In der Division 1 Södra gelangen dem Klub jedoch nur acht Saisonsiege und mit einem Punkt Rückstand auf das rettende Ufer musste man zusammen mit Skövde AIK den Gang in die Drittklassigkeit antreten.
Kalmar FF gelang mit nur zwei Saisonniederlagen als Meister der Division 2 Södra die direkte Rückkehr in die zweite Liga, wo man sich im Mittelfeld etablieren konnte. 1994 gelang die Vizemeisterschaft der Südstaffel, so dass sich der Verein für die Relegation zur Allsvenskan qualifizierte. Die Rückkehr in die Eliteserie wurde nach einer 1:4-Niederlage und einem 2:2-Unentschieden gegen Hammarby IF verpasst. Anschließend folgte jedoch der erneute Absturz und 1996 musste der Klub mit 23 Punkten als Schlusslicht erneut in die dritte Liga absteigen.
Wiederum gelang Kalmar FF der direkte Wiederaufstieg, in 22 Saisonspielen blieb die Mannschaften ungeschlagen. Auch in der Division 1 Södra konnte der Klub die Liga dominieren und wurde vor Landskrona BoIS Staffelsieger. In der Allsvenskan erreichte die Mannschaft den elften Platz. In der folgenden Relegation verlor die Mannschaft zum Auftakt 1:2 bei GAIS und musste nach einem 1:1-Unentschieden im Rückspiel direkt wieder absteigen.
In der zweiten Liga gelang 2000 nur ein Platz im hinteren Mittelfeld, der Abstand zu den Abstiegsrängen betrug drei Punkte. Die Mannschaft konsolidierte sich und als Meister der Superettan gelang im folgenden Jahr der Wiederaufstieg. Der Ruf einer Fahrstuhlmannschaft schien sich zu manifestieren, als in der Spielzeit 2002 nur der letzte Tabellenrang heraussprang, die zweite Liga aber mit sieben Punkten Vorsprung auf Vizemeister Trelleborgs FF und 19 Punkten auf den von Åtvidabergs FF belegten ersten Nichtaufstiegsplatz dominiert und damit der erneute Wiederaufstieg bewerkstelligt wurde.

### Etablierung in der Allsvenskan und Meisterschaft (seit 2004)

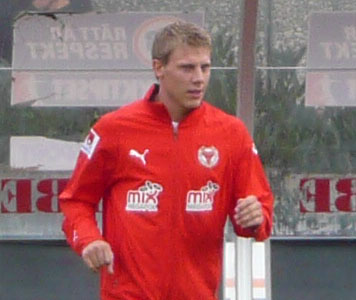
Patrik Ingelsten führte die Mannschaft 2008 als Torschützenkönig zur Meisterschaft

Als Aufsteiger konnte Kalmar FF in der Spielzeit 2004 den fünften Rang erspielen. In der folgenden Spielzeit erreichte die Mannschaft den dritten Platz, durch den sie sich als Teilnehmer am UEFA Intertoto Cup auf internationalem Parkett zurückmeldete. 2006 zog sie im Pokalwettbewerb ins Halbfinale ein, ein Jahr später gelang neben dem Vizemeistertitel der dritte Pokaltriumph der Vereinsgeschichte, als der Meister IFK Göteborg mit 3:0 besiegt wurde.
Nachdem die Mannschaft von Kalmar FF die Spielzeit 2008 über lange Strecken dominiert hatte und vor allem durch Torgefährlichkeit glänzte, sicherte sie sich am letzten Spieltag, dem 9. November des Jahres zum ersten Mal in der Vereinsgeschichte die schwedische Meisterschaft. Dabei genügte ein 2:2-Unentschieden bei Halmstads BK um IF Elfsborg mit einem Punkt Rückstand auf den zweiten Platz zu verweisen. Mit Patrik Ingelsten, dem 19 Tore gelangen, und dem 15-fachen Torschützen Viktor Elm stellte die Mannschaft zudem zwei der drei erfolgreichsten Torschützen. Wie im Vorjahr wurde das Pokalfinale erreicht, das jedoch gegen den Vorjahresfinalisten IFK Göteborg verloren ging.
Nachdem zu Beginn des folgenden Jahres mit einem 1:0-Sieg über IFK Göteborg durch ein Tor von Daniel Mendes mit dem Gewinn des Supercupen ein weiterer Titelgewinn hinzugefügt wurde, scheiterte die Mannschaft im Sommer bereits in ihren ersten Spielen in der Champions League. Aufgrund der Auswärtstorregel schied der Klub nach einer 0:2-Auswärtsniederlage beim ungarischen Vertreter Debreceni Vasutas SC trotz eines 3:1-Heimerfolges in der 2. Qualifikationsrunde der UEFA Champions League 2009/10 aus. Insbesondere durch etliche Abgänge geschwächt – viele Leistungsträger hatten mit den Titelgewinnen international auf sich aufmerksam gemacht – konnte der Klub in den folgenden Jahren die Erfolge nicht bestätigen und rutschte in der Meisterschaft in den mittleren Tabellenbereich ab. Im Landespokal zog er 2011 erneut ins Endspiel ein, Landesmeister Helsingborgs IF holte sich mit einem 3:1-Erfolg jedoch das Double.

## Erfolge

### National
Kalmar FF gewann in seiner Vereinsgeschichte einmal den Lennart-Johansson-Pokal für den schwedischen Meistertitel und dreimal den Svenska Cupen. Zudem stand die Mannschaft zwei weitere Mal im Pokalfinale.
- Schwedischer Meister (1): 2008
- Schwedischer Pokal:
  - Sieger (3): 1981, 1987, 2007
  - Finalist (2): 1978, 2008
- Schwedischer Supercupsieger (1): 2009

### International
Als Pokalfinalist 1978 zog Kalmar FF erstmals in den Europapokal ein. Größte Erfolge auf internationalem Parkett waren das Erreichen der 2. Runde des Europapokals der Pokalsieger in der Saison 1987/88, als die Mannschaft nach einem 1:0-Heimsieg gegen Sporting Lissabon durch eine 0:5-Niederlage in Portugal aus dem Wettbewerb ausschied, und das Erreichen der 1. Runde im UEFA-Pokal 2008/09, als nach zwei erfolgreichen Qualifikationsrunden erst die Auswärtstorregel im Vergleich mit dem niederländischen Traditionsverein Feyenoord Rotterdam das Ausscheiden bedeutete.

### Europapokalbilanz
| Saison  | Wettbewerb                    | Runde                  | Gegner               | Gesamt    | Hin     | Rück          |
| ------- | ----------------------------- | ---------------------- | -------------------- | --------- | ------- | ------------- |
| 1978/79 | Europapokal der Pokalsieger   | 1. Runde               | Ferencváros Budapest | 2:4       | 0:2 (A) | 2:2 (H)       |
| 1979/80 | UEFA-Pokal                    | 1. Runde               | IB Keflavik          | (a)2:2(a) | 2:1 (H) | 0:1 (A)       |
| 1981/82 | Europapokal der Pokalsieger   | 1. Runde               | Lausanne-Sports      | (a)4:4(a) | 1:2 (A) | 3:2 (H)       |
| 1986/87 | UEFA-Pokal                    | 1. Runde               | Bayer 04 Leverkusen  | 1:7       | 1:4 (H) | 0:3 (A)       |
| 1987/88 | Europapokal der Pokalsieger   | 1. Runde               | ÍA Akranes           | 1:0       | 0:0 (A) | 1:0 n. V. (H) |
| 1987/88 | Europapokal der Pokalsieger   | 2. Runde               | Sporting Lissabon    | 1:5       | 1:0 (H) | 0:5 (A)       |
| 2006    | UEFA Intertoto Cup            | 1. Runde               | JK Trans Narva       | 8:1       | 6:1 (A) | 2:0 (H)       |
| 2006    | UEFA Intertoto Cup            | 2. Runde               | Tampere United       | 5:3       | 2:1 (A) | 3:2 (H)       |
| 2006    | UEFA Intertoto Cup            | 3. Runde               | FC Twente Enschede   | 2:3       | 1:0 (H) | 1:3 (A)       |
| 2008/09 | UEFA-Pokal                    | 1. Qualifikationsrunde | RFC Union Luxemburg  | 10:10     | 3:0 (A) | 7:1 (H)       |
| 2008/09 | UEFA-Pokal                    | 2. Qualifikationsrunde | KAA Gent             | 5:2       | 1:2 (A) | 4:0 (H)       |
| 2008/09 | UEFA-Pokal                    | 1. Runde               | Feyenoord Rotterdam  | (a)2:2(a) | 1:0 (A) | 1:2 (H)       |
| 2009/10 | UEFA Champions League         | 2. Qualifikationsrunde | Debreceni Vasutas SC | (a)3:3(a) | 0:2 (A) | 3:1 (H)       |
| 2010/11 | UEFA Europa League            | 1. Qualifikationsrunde | EB/Streymur          | 4:0       | 1:0 (H) | 3:0 (A)       |
| 2010/11 | UEFA Europa League            | 2. Qualifikationsrunde | FC Dacia Chișinău    | 2:0       | 0:0 (H) | 2:0 (A)       |
| 2010/11 | UEFA Europa League            | 3. Qualifikationsrunde | Lewski Sofia         | 3:6       | 1:1 (H) | 2:5 (A)       |
| 2012/13 | UEFA Europa League            | 1. Qualifikationsrunde | Cliftonville FC      | 4:1       | 0:1 (A) | 4:0 (H)       |
| 2012/13 | UEFA Europa League            | 2. Qualifikationsrunde | NK Osijek            | 6:1       | 3:1 (A) | 3:0 (H)       |
| 2012/13 | UEFA Europa League            | 3. Qualifikationsrunde | BSC Young Boys       | 1:3       | 1:0 (H) | 0:3 (A)       |
| 2023/24 | UEFA Europa Conference League | 2. Qualifikationsrunde | FC Pjunik Jerewan    | 2:4       | 1:2 (H) | 1:2 (A)       |

Gesamtbilanz: 40 Spiele, 21 Siege, 4 Unentschieden, 15 Niederlagen, 68:52 Tore (Tordifferenz +16)

## Trainer
- Nanne Bergstrand (1998–1999, 2002–2013, 2017–2018)
- Stefan Larsson (2024)
- Toni Koskela (seit 2025)

## Spieler
- Roland Sandberg (1967–1969, 1979–1980)
- Jan-Åke Lundberg (1973–1982)
- Benno Magnusson (1977–1984)
- Billy Lansdowne 1 (1983–1988)
- Peter Karlsson 1 (1984–1986)
- Andreas Thomsson (1990–1993, 1997–2000)
- Rasmus Elm (2005–2009, 2015–2020)
- Viktor Elm (2006–2008, 2015–2020)
- Patrik Ingelsten 1 (2007–2008)
- David Elm (2007–2009, 2013–2018)
- Abiola Dauda (2008–2012)
- Jonathan Ring (2013–2017, 2021–)